# Eemnesservaart
De Eemnesservaart is een kanaal dat Eemnes verbindt - via de Buitenvaart - met de rivier de Eem in de Nederlandse provincie Utrecht.

## Geschiedenis
De Eemnesservaart werd in 1589 gegraven. Het kanaal loopt van Eemnes door de Eemnesserpolder tot aan de Eemnessersluis en gaat vandaar verder als Buitenvaart, die even ten zuiden van Eemdijk uitmondt in de Eem. Aan de noordzijde van de Eemnesservaart lag de Zuidwend, de oude Zuiderzeedijk. Toen deze dijk overbodig werd is hij afgegraven. Door de Eemnesservaart kreeg Eemnes een scheepvaartverbinding via de Eem met de vroegere Zuiderzee. Bij de aanleg van het kanaal werd een houten sluis, de Eemnessersluis, gebouwd. De vaart blijkt succesvol en in de periode 1649-1652 wordt de vaart verbreed en wordt de houten schutsluis vervangen door een stenen exemplaar. Bij Eemnes eindigt het kanaal bij de Wakkerendijk.
De Eemnesservaart werd vooral gebruikt voor de vervoer van lokale agrarische producten, turf
en steenkool als brandstof en bouwmaterialen en als beurtveer. Halverwege de twintigste eeuw verloor het kanaal zijn functie als scheepvaartverbinding. In 1958 wordt een betonnen keerwand in de sluis aangebracht. Wel bleef de vaart als afwateringskanaal gehandhaafd. In 1993 werd de sluis gerenoveerd en is er incidenteel doorvaart door schepen mogelijk. Alleen Sinterklaas mag met zijn boot over de vaart varen.
Tot 1791 werd het water uit de polder afgevoerd met een simpele spuisluis. De Zuiderzee kende nog een tij en bij eb werd de sluis geopend en het water stroomde de polder uit. Door de bodemdaling in de polder werkte dit niet meer en in 1791 besloot men een windmolen te bouwen. Tegen het einde van de 19e eeuw werd de molen verkocht en kwam er een stoomgemaal. Op de plaats van de oude molen kwam het huis voor de machinist. In 1921 werd het gemaal geëlektrificeerd. De stoommachine en de schoorsteen verdwenen en het oude gebouw kreeg links en rechts een aanbouw, elk met een elektrische pomp.